# Ichneumon fedtschenkoae
Ichneumon fedtschenkoae is een vliesvleugelig insect (orde Hymenoptera) uit de familie van de gewone sluipwespen (Ichneumonidae). De wetenschappelijke naam van de soort werd in 2016 gepubliceerd door Rebecca Kittel als nomen novum voor Ichneumon humeralis Cuvier, 1833, een naam die in 1796 door Anton August Heinrich Lichtenstein al was vergeven aan een andere sluipwesp uit hetzelfde geslacht. De soort is vernoemd naar Olga Fedtschenko (1845–1921), een Russisch plantkundige.